# ريدسفيل (جورجيا)
ريدسفيل (بالإنجليزية: Reidsville, Georgia)‏ هي مدينة تقع في مقاطعة تاتنال، جورجيا بولاية جورجيا في الولايات المتحدة. تبلغ مساحة هذه المدينة 20 (كم²)، وترتفع عن سطح البحر 64 م، بلغ عدد سكانها 2235 نسمة في عام 2010 حسب إحصاء مكتب تعداد الولايات المتحدة.

## أعلام
- دوايت إل. روجرز
- لينا بيكر
- شيري سميث

## وصلات خارجية
- Cities & Counties - Georgia.gov